# And the Glass Handed Kites
| Recensione | Giudizio       |
| ---------- | -------------- |
| Ondarock   | Pietra miliare |

And the Glass Handed Kites è il quarto album in studio del gruppo musicale alternative rock danese Mew, pubblicato nel 2005.

## Tracce
1. Circuitry of the Wolf – 2:45
2. Chinaberry Tree – 3:33
3. Why Are You Looking Grave? (featuring J Mascis) – 3:50
4. Fox Cub – 1:15
5. Apocalypso – 4:46
6. Special – 3:12
7. The Zookeeper's Boy – 4:43
8. A Dark Design – 3:29
9. Saviours of Jazz Ballet (Fear Me, December) – 3:18
10. An Envoy to the Open Fields (featuring J Mascis) – 3:40
11. Small Ambulance – 1:05
12. The Seething Rain Weeps for You (Uda Pruda) – 4:18
13. White Lips Kissed – 6:45
14. Louise Louisa – 7:20

## Formazione
- Jonas Bjerre - chitarra, voce
- Bo Madsen - chitarra
- Johan Wohlert - basso
- Silas Utke Graae Jørgensen - batteria